# Stara Chmielówka
Stara Chmielówka – wieś w Polsce położona w województwie podlaskim, w powiecie suwalskim, w gminie Bakałarzewo. 
Chmielówka powstała w drugiej połowie XVIII wieku. W latach sześćdziesiątych XVIII stulecia funkcjonowali tu prężni kupcy, którzy często przekraczali augustowską komorę celną. Buda Chmielówka została wymieniona w 1785 roku. W 1793 roku król Stanisław August Poniatowski nadał tutejszej parafii ewangelickiej 3 włóki ziemi. Rok później Chmielówka znajdowała się w dzierżawie Macieja Tadeusza Eysmonta, stolnika powiatu grodzieńskiego. W 1827 roku było tu już 64 domów i 330 mieszkańców. 
W latach 1954–1960 wieś należała i była siedzibą władz gromady Chmielówka Stara. W latach 1975–1998 miejscowość administracyjnie należała do województwa suwalskiego.
Wieś jest siedzibą sołectwa Stara Chmielówka w którego skład wchodzi również osada Podgórze.